# آتشفشان اوروسی
آتشفشان اوروسی (به لاتین: Orosí Volcano) یک کوه در کاستاریکا است که در کاستاریکا واقع شده‌است. آتشفشان اوروسی ۱٬۶۵۹ متر بالاتر از سطح دریا واقع شده‌است.